# Нигерия на летних Олимпийских играх 2008
Нигерия принимала участие в Летних Олимпийских играх 2008 года в Пекине (Китай) в четырнадцатый раз за свою историю, и завоевала три бронзовые и одну серебряную медали.

## Медалисты
| Медаль  | Спортсмен | Вид спорта      | Дисциплина                |
| ------- | --- | --------------- | ------------------------- |
| Серебро | Деле Аделейе Олубайо Адефеме Олувафеми Аджилоре Эфе Амброз Виктор Аничебе Оникачи Апам Эмбруз Ванзекин Мандей Джеймс Промис Айзек Сани Кайта Виктор Нсофор Обинна Чинеду Огбуке Питер Одемвингие Чибузор Оконкво Соломон Окоронкво Тайе Тайво Икечукву Эзенва Эммануэль Экпо | Футбол          | Мужчины                   |
| Бронза  | Чика Чуквумерие | Тхэквондо       | Мужчины, свыше 80 кг      |
| Бронза  | Блессинг Окагбаре | Лёгкая атлетика | Женщины, прыжки в длину   |
| Бронза  | Эне Франка Идоко Глория Кемасуоде Халимат Исмаила Олудамола Осайоми | Лёгкая атлетика | Женщины, эстафета 4×100 м |